# Alberto Canaletti Gaudenti
Il conte Alberto Canaletti Gaudenti (Sirolo, 10 maggio 1887 – Roma, 1º maggio 1966) è stato uno statistico, politico e storico italiano.
Senatore della Repubblica, è stato un personaggio di vasto e poliedrico ingegno, vissuto per lo più a Roma, ma mantenendo sempre un costante legame con le Marche ed il paese natìo.

## Biografia
Si laureò in Giurisprudenza a Roma nel 1912 e fin da giovane manifestò interesse per la Statistica e l'Economia politica. Negli anni '20 intraprese la carriera di insegnante.

## L'impegno politico
Canaletti fu di orientamento politico cattolico-popolare ed antifascista. In gioventù aderì fin dal suo sorgere al Partito popolare e fu molto influenzato dal pensiero di don Luigi Sturzo.
Partecipò come delegato ai congressi nazionali del Partito popolare di Venezia (1921), di Torino (1923) e di Roma (1925): negli ultimi due venne eletto nel Consiglio nazionale del partito nella lista della minoranza di sinistra, di cui era guida politica e culturale Francesco Luigi Ferrari. Nel corso della campagna elettorale per le elezioni politiche del 1924 fu anche aggredito e sequestrato a Vicovaro, nei pressi di Roma, dalla banda fascista Pollastrini. Negli anni successivi di piena affermazione del regime fascista, pur continuando la militanza politica nella sinistra popolare, aderendo tra i primi al Movimento cristiano-sociale, promosso nel 1939 da Gerardo Bruni, di cui contribuì ad elaborare il programma di riforma economico-sociale, Canaletti Gaudenti si dedicò principalmente agli studi e all'insegnamento.
Durante la guerra organizzò, per conto di Monsignor Montini, futuro papa Paolo VI, l'ufficio statistico per i prigionieri di guerra presso la Segreteria di Stato Vaticana, organismo sulla cui attività si fondavano le iniziative assistenziali ed umanitarie nei riguardi dei militari rinchiusi nei campi di concentramento. Dopo il 25 luglio 1943 fu tra i fondatori della Democrazia Cristiana; prese anche parte all'azione per la ricostituzione delle organizzazioni sindacali democratiche e venne designato, insieme con il comunista Mario Alicata e il socialista Olindo Vernocchi, a dirigere il periodico unitario 'Il Lavoro italiano.
Sul primo e unico numero di questa pubblicazione del 10 settembre 1943, apparve l'articolo del Canaletti Ritorna Garibaldi, che esortava gli italiani alla resistenza contro i nazisti. Durante l'occupazione tedesca di Roma, fu membro del Comitato di Liberazione Nazionale della capitale in rappresentanza della DC, della quale curò l'organizzazione e coordinò l'azione politica nella città e nella provincia Subito dopo la liberazione di Roma partecipò attivamente alla discussione politica interna alla DC, militando nella corrente di sinistra Politica d'oggi che, attraverso l'omonimo mensile e poi il settimanale Tendenza, condusse una intensa ed impegnativa battaglia contro la linea moderata di De Gasperi, a favore di una precisa scelta del partito per la Repubblica nel referendum istituzionale del 2 giugno 1946, le autonomie locali e sociali, un più accentuato impegno per le riforme economiche e sociali da realizzarsi attraverso una più marcata autonomia dagli Alleati e dal Vaticano e una più stretta collaborazione con i partiti di sinistra. Alla corrente, che aveva il suo leader in Domenico Ravaioli, Canaletti dette il suo specifico contributo trasfondendo nel suo programma gli orientamenti che avevano già caratterizzato quello cristiano-sociale.
Nel secondo dopoguerra prese parte attiva ai congressi nazionali della DC, nelle cui liste, nel 1948, fu eletto senatore della Repubblica nel V° collegio della capitale. Dal 1956 al 1961 fu consigliere e assessore al comune di Roma in rappresentanza della sinistra DC. Nel 1961 fu anche eletto due volte sindaco della capitale (il 20 giugno ed il 7 luglio), senza esservi stato designato dal suo partito che preferì indicare Urbano Cioccetti, ma non fu mai formalmente investito della carica perché per disciplina di partito si dimise entrambe le volte; tuttavia, non accettò la candidatura come capolista della DC nelle successive elezioni amministrative del 1962.

## L'impegno professionale ed istituzionale
Fu uno dei fondatori della statistica ecclesiastica, di cui fu docente, insieme con la sociologia e con l'economia politica al Pontificio Ateneo Lateranense e all'Istituto Missionario Scientifico. Dal 1945 al 1949 è stato presidente dell'Istituto Centrale di Statistica.
Nel 1944-45 fu Presidente dell'Istituto di credito delle casse di risparmio italiane e nel 1945 fu nominato membro del Consiglio di Stato di cui poi divenne anche presidente di sezione.
Nel 1944-46 fece parte del consiglio direttivo della Federazione nazionale della stampa italiana.
Dal 1953 al 1966 fu presidente dell'Automobil Club di Roma e vicepresidente di quello nazionale.

## L'impegno storico e letterario
Studioso dai vasti ed eclettici interessi, si interessò, in campo letterario, dell'edizione delle opere del grande poeta in dialetto romanesco Giuseppe Gioachino Belli e del poeta sirolese romanzesco del '500 M. Panfilo Rinaldini.
Come storico s'interessò di storia medievale e moderna delle Marche (collaborò alle riviste Rassegna marchigiana e a Studia picena); scrisse, tra l'altro, Gli statuti del Comune di Sirolo del 1465 e le loro successive riformagioni e alcuni saggi sul Beato Pietro da Treia, compatrono di Sirolo.
Nel campo delle scienze politiche e sociali, ebbe particolare riguardo ai problemi che il socialismo e il comunismo ponevano in campo cattolico, che affrontò con gli studi su Antonio Rosmini e su Renato de la Tour du Pin.

## Attività di ricerca
Si interessò del problema della Riforma agraria sia come studioso che come politico. Analizzò anche il funzionamento del sistema economico agricolo dell'URSS.